# Hans Oldenburger
Hans Ludwig Gerhard Wilhelm Oldenburger  (* 26. Oktober 1913 in Kiel; † 3. Juli 1991 in Hannover) war ein deutscher Maler und Grafiker.

## Leben
Hans Oldenburger wurde als Sohn eines Bauingenieurs geboren. Nach dem Erreichen der Matura in Graz studierte er zwischen 1932 und 1933 Kunstgeschichte sowie Philosophie in Graz und Düsseldorf. Aus finanziellen Gründen musste er das Studium beenden und schlug eine gehobene Beamtenlaufbahn ein.
Während des Zweiten Weltkrieges war er als Soldat in Frankreich eingesetzt, wo ihm der Autor Ernst Jünger begegnete, mit dem ihn eine enge Freundschaft verband. Im weiteren Kriegsverlauf wurde er an die Ostfront strafversetzt, wo er schwere Verwundungen und Erfrierungen erlitt und schließlich in Kriegsgefangenschaft geriet.
Ab 1947 arbeitete Oldenburger als freischaffender Künstler in Aurich, wo er den Bund bildender Künstler Ostfrieslands mitbegründete. Zwei Jahre später siedelte er nach Schönebeck-Salzelmen in die Heimat seiner Frau Magda Oldenburger über. In Magdeburg war er als Maler und Grafiker tätig und erteilte ab 1953 an Schönebecker Schulen Kunstunterricht. Eine enge Freundschaft verband ihn mit Katharina Heise, deren Schönebecker Kreis er gemeinsam mit anderen Künstlern wie Werner Tübke angehörte. 1968 wurde Oldenburger mit dem Kunstpreis der Stadt Schönebeck ausgezeichnet.
Eine kritische politische und künstlerische Haltung führte zu ernsten Spannungen, zur Überwachung durch das Ministerium für Staatssicherheit sowie 1970 zu einer eineinhalbjährigen Untersuchungshaft mit darauffolgender hoher Gefängnisstrafe wegen angeblicher Hetze gegen den Staat. 1972 wurde Oldenburger im Zuge des Häftlingsfreikaufs aus der DDR abgeschoben. Er ließ sich in Hannover nieder, wo er als Kunsterzieher an einem Gymnasium wirkte.

## Künstlerisches Werk
Hans Oldenburgers künstlerisches Schaffen, vorwiegend als Holzschnitt oder in Temperamalerei, orientiert sich an den Traditionen des deutschen Expressionismus. Er thematisiert besonders den Menschen und die Stadt. Der überwiegende Teil seines künstlerischen Nachlasses befindet sich im Salzlandmuseum Schönebeck sowie in einer privaten Magdeburger Sammlung.